# Khors
Khors (altresì chiamato Hors o Hurs) è il dio slavo del sole invernale. Le uniche fonti antiche autentiche che lo nominano sono la Cronaca degli anni passati e il Canto della schiera di Igor. Il nome è considerato avere origine iranica (scita).
Khors rappresenta il sole vecchio il quale, nella mitologia slava, diventa più piccolo man mano che i giorni diventano più corti nell'emisfero settentrionale, e muore il giorno del Koročun, il solstizio invernale. Viene menzionato come sconfitto dalle potenze oscure e malefiche di Chernobog. Il 23 dicembre Hors risorge e comincia il nuovo sole, Koleda.
A causa della sua trasformazione, gli Slavi veneravano Hors come il dio della cura, della sopravvivenza e del trionfo della salute sulla malattia. Era convenzionalmente visto come il signore delle erbe, un guaritore e un uomo di conoscenza. Dei con ruoli simili nelle altre mitologie erano: Asclepio (mitologia greca), Esculapio (mitologia romana), Api (mitologia egizia), e Baldr (mitologia norrena).
Al solstizio d'inverno, in onore del dio Hors, gli slavi facevano una danza a catena chiamata horo. Al giorno d'oggi una danza a catena tradizionale in Bulgaria si chiama nella stessa maniera;  in Russia e Ucraina, è conosciuta come khorovod. In Serbo "`oro" (nel serbo riformato dopo il diciannovesimo secolo è diventato "kolo" è un ballo circolare praticato sui campi in occasioni liete.
Curiosamente, secondo fonti afferenti alla mitologia polacca, Khors (scritto Chors e pronunciato "hors") è il dio della luna piuttosto che quello del sole.